# Eckartsau
Eckartsau (česky Krcov) je městys s 1 150 obyvateli v okrese Gänserndorf v Dolním Rakousku.

## Geografie
Eckartsau leží v jižní části Moravského pole na okraji Národního parku Donau-Auen ve Weinviertelu. Rozloha obce činí 48,97 km². 24,53 procent rozlohy je zalesněných.
Katastrálními obcemi jsou Eckartsau, Kopfstetten, Pframa, Wagram an der Donau a Witzelsdorf.

## Dějiny
Již kolem roku 1180 existuje zmínka o místě s názvem Ekkartsovve. Protože se nachází v srdci Rakouska, Dolním Rakousku, podílelo se na proměnlivých Dějinách Rakouska. Dnešní velká obec Eckartsau vznikla v roce 1971 z obou střediskových obcí Eckartsau a Witzelsdorf a tří vesnických obcí Kopfstetten, Pframa a Wagram an der Donau. Wagram an der Donau, dříve Kroatisch-Wagram, vznikla chorvatským osídlením po turecké invazi v roce 1529. Poutní místo Kopfstetten byl původně zmíněn poprvé v roce 1233 jako Chopstetten. Pframa byla v dokumentech poprvé zmíněna již v roce 1025 jako Fruhmanaha a je tak jednou nejstarších osad na Moravském poli. Witzelsdorf byl znám jako Wizilinesdorf patrně již okolo roku 1083.

## Vývoj počtu obyvatel
Po výsledku sčítání lidu roku 2001 činil počet obyvatel 1179. V roce 1991 měla obec 1140 obyvatel, v roce 1981 1046 a v roce 1971 1093 obyvatel.

## Politika
V obecní radě je celkem 19 křesel, obsazených po volbách do obecního zastupitelstva ze 6. března 2005 takto:
ÖVP 13, SPÖ 6, ostatní 0.

## Hospodářství a infrastruktura
Nezemědělských pracovišť bylo v roce 2001 36, zemědělských a lesnických provozů zvýšení v roce 1999 93. Počet výdělečně činných v místě bydliště činil po sčítání lidu v roce 2001 514. Míra zaměstnanosti činila v roce 2001 okolo 45,46 procent.

## Zajímavosti
V blízkosti obce se nachází zámek Eckartsau.

## Sport
V sezóně 2006/2007 se družstvo SCG-Eckartsaus stalo Mistrem v 2. třídě „Marchfeld“.